# (5641) McCleese
(5641) McCleese est un astéroïde de la ceinture principale, de la famille de Hungaria, également aréocroiseur.

## Description
(5641) McCleese est un astéroïde de la ceinture principale, de la famille de Hungaria. Il présente une orbite caractérisée par un demi-grand axe de 1,82 UA, une excentricité de 0,13 et une inclinaison de 22,2° par rapport à l'écliptique.

## Compléments